# Pristimantis curtipes
Espèce
Synonymes
- Hylodes curtipes Boulenger, 1882
- Hylodes whymperi Boulenger, 1882
- Eleutherodactylus curtipes (Boulenger, 1882)
- Hyla chimboe Fowler, 1913
- Eleutherodactylus anae Rivero, 1986

Statut de conservation UICN

 LC  : Préoccupation mineure
Pristimantis curtipes est une espèce d'amphibiens de la famille des Craugastoridae.

## Répartition
Cette espèce se rencontre entre 2 750 et 4 400 m d'altitude dans la cordillère des Andes :
- en Équateur dans les provinces de Carchi, d'Imbabura, de Pichincha, de Cotopaxi, de Napo, de Tungurahua, de Bolívar et de Chimborazo ;
- en Colombie dans le département de Nariño.

## Publication originale
- Boulenger, 1882 : Catalogue of the Batrachia Salientia s. Ecaudata in the collection of the British Museum, ed. 2, p. 1-503 (texte intégral).